# Рачова
Рачова (словац. Račová) — річка в Словаччині, права притока Орави, протікає в окрузі Дольни Кубін.
Довжина приблизно 5.7-6.2 км. Витік знаходиться в масиві Оравська Магура (геоморфологічна підодиниця Будін; схил гори Яворова) — на висоті близько 900 метрів. Протікає територією села Оравски Подзамок.
Впадає в Ораву на висоті приблизно 500-505 метрів.